# Otomops martiensseni
Otomops martiensseni es una especie de murciélago de la familia Molossidae.

## Distribución geográfica
Se encuentra en África subsahariana y Yemen.